# Osmunda scandens
Osmunda scandens là một loài dương xỉ trong họ Osmundaceae. Loài này được Aubl. mô tả khoa học đầu tiên năm 1775.
Danh pháp khoa học của loài này chưa được làm sáng tỏ. 